# Ooctonus remonti
Ooctonus remonti är en stekelart som beskrevs av Mathot 1969. Ooctonus remonti ingår i släktet Ooctonus och familjen dvärgsteklar.
Artens utbredningsområde är Belgien. Inga underarter finns listade i Catalogue of Life.